# 川島恵 (アナウンサー)
川島 恵（かわしま めぐみ、1981年11月7日 - ）は、宮崎放送 (MRT) のアナウンサー。

## 来歴
島根県松江市出身。島根県立松江東高等学校、佐賀大学文化教育学部卒業。大学在学時には九州アナウンスセミナー (KAS) にも通っていた。
2004年4月に宮崎放送に入社し、同期の河野大輔、松崎美保とともに同局のアナウンサーになる。宮崎放送がテレビでアナログ放送を行っていた頃には地上デジタル放送推進大使も務めていた。
『つづくさんのどようだよ (^^)』の「グルグルめし」と言う県内の市町村に行き、複数の地元民にお勧めの飲食店を聞き、スマホでルーレットをして当たった飲食店にアポを取り、撮影OKの店に行くコーナーの400回記念の2024年10月12日放送分で日南市に行ったが、スマホのルーレットで止まったお勧め店にアポを取るも営業を終えていたり定休日で上手く行かず泣いてしまった事がある。最終的には食事出来た。

## 担当番組

### テレビ番組
- 土曜ゴジヤジ[1]
- MRTイブニング・ニュース[9]
- MRT THE NEWS[10]
- MRTニュース Next[4]
- みらい・みやざき まなび隊[4]
- 月刊みやざきイタダキッズ[4]
- アッパレ! DoooN![11] → Dooon![12]
- モーニングてらす![13]
- つづくさんのどようだよ (^^)[14]

### ラジオ番組
- くらしのレーダー[1]
- 夕刊ラジオ・ナイスキャッチ[1] → 夕刊ラジオ ナイスキャッチ！[14]
- カフェ・トライアングル[1]
- 服部赳志のナイトタイムミュージック[4]
- 女UP!〜みやざき女子力向上委員会〜[4]
- 宮崎起業応援プログラム マキシマム[11]
- サンデーリクエストプログラム らじもん!![13]
- ベビテラス[13]
- おやこHappyラジオ♪[15]
- おやこ応援ラジオ♪[16]
- GO!GO!ワイド[17]
- ドクター江藤のミュージック・サプリ[18]
- スイッチ♪音Time[19]
- Mint[19]